# Значення істинності
Значення істинності (логічне значення) — в логіці та математиці, значення, що показує відношення висловлювання до істини. Тобто міру істинності висловлювання.
В класичній логіці логічними значеннями є тільки істина (true) та хиба (false). Багатозначні логіки мають більше ніж два логічних значення, найчастіше вони представляються раціональними чи дійсними числами з інтервалу [0, 1].

## Класична логіка
У класичній логіці, з її відповідною семантикою, істина (1 або T), хибність (0 або ⊥), тобто класична логіка є двозначною логікою. Цей набір з двох значень також називається булевою областю. Семантика, являючи собою логічні зв'язки, є істиною функцій, значення яких виражаються у вигляді таблиці істинності. Відношення кон'юнкції та диз'юнкції до заперечення виражається в законах де Моргана:
¬(p∧q) ⇔ ¬p ∨ ¬q
¬(p∨q) ⇔ ¬p ∧ ¬q
Пропозіціональні змінні стають змінними в булевій області. Присвоєння значень для пропозиціональних змінних називається оцінкою.

## Багатозначна логіка
Багатозначна логіка (наприклад, нечітка логіка та актуальна логіка) дозволяє більше двох значень істинності, які, можливо, містять деякі внутрішні структури. Наприклад, на одиничному інтервалі [0,1] така структура є спільною послідовністю, це може бути виражено як існування різних ступенів істини.